# Championnat d'Espagne de football 1929-1930
Navigation
Primera División 1929 Primera División 1930-31
Le championnat d'Espagne de football 1929-1930 est la 2e édition du championnat de Primera División. La compétition est remportée par l'Athletic Bilbao. Organisé par la Fédération royale espagnole de football, le championnat se déroule du 1er décembre 1929 au 30 mars 1930.
Le club bilbayen l'emporte avec sept points d'avance sur le tenant du titre, le FC Barcelone, et dix sur l'Arenas de Getxo. « Los leones » réalisent le doublé en remportant la Coupe du Roi.
Le système de promotion/relégation est modifié : descente/montée automatique pour le dernier de première division et le premier de division 2. L'Athletic Madrid est relégué au terme de la saison et remplacé par le Deportivo Alavés.
L'attaquant espagnol Guillermo Gorostiza, de l'Athletic Bilbao, termine meilleur buteur du championnat avec 19 réalisations.

## Règlement de la compétition
Le championnat de Primera División est organisé par la Fédération royale espagnole de football, il se déroule du 1er décembre 1929 au 30 mars 1930.
Il se dispute en une poule unique de dix équipes qui s'affrontent à deux reprises, une fois à domicile et une fois à l'extérieur. L'ordre des matchs est déterminé par un tirage au sort avant le début de la compétition.
Le classement final est établi en fonction des points gagnés par chaque équipe lors de chaque rencontre : deux points pour une victoire, un pour un match nul et aucun en cas de défaite. En cas d'égalité de points entre deux ou plusieurs de clubs en fin de championnat, le classement se fait à la différence de buts. L'équipe possédant le plus de points à la fin de la compétition est proclamée championne.
La principale nouveauté de cette saison est l’introduction de la descente automatique du dernier de Primera División et son remplacement par le premier de Segunda División. Autre réforme mise en œuvre, le remplacement de joueurs pendant le match. Ceci n'est cependant valable que dans le cas de blessure du gardien de but.

## Équipes participantes
Dix équipes disputent le championnat, les mêmes que celles de la saison précédente.
| \| A. Getxo Athletic Bilbao R. Unión R. Sociedad Racing Santander A. Madrid R. Madrid FC Barcelone CE Europa Espanyol \| Localisation des clubs engagés dans le championnat. |
| A. Getxo Athletic Bilbao R. Unión R. Sociedad Racing Santander A. Madrid R. Madrid FC Barcelone CE Europa Espanyol                                                           |

| Clubs                 | Ville         | Stade            | Capacité |
| --------------------- | ------------- | ---------------- | -------- |
| Arenas Club           | Getxo         | Ibaiondo         | 18 000   |
| Athletic Bilbao       | Bilbao        | San Mamés        | 18 000   |
| Athletic Madrid       | Madrid        | Metropolitano    | 17 000   |
| FC Barcelone          | Barcelone     | Las Corts        | 23 000   |
| Espanyol Barcelone    | Barcelone     | Sarriá           | 18 000   |
| Club Deportivo Europa | Barcelone     | El Guinardó (es) | 18 000   |
| Real Sociedad         | San Sebastián | Atocha           | 12 000   |
| Real Madrid           | Madrid        | Chamartín        | 16 500   |
| Racing Santander      | Santander     | El Sardinero     | 12 000   |
| Real Unión Club       | Irun          | Gal              | 12 000   |

## Classement
| Rang | Équipe             | Pts | J  | G  | N | P  | Bp | Bc | Diff |  | Résultats (▼ dom., ► ext.) | ATH | BAR | ARE | ESP | MAD | UNI | RSO | SAN | EUR | ATL |
| ---- | ------------------ | --- | -- | -- | - | -- | -- | -- | ---- |  | -------------------------- | --- | --- | --- | --- | --- | --- | --- | --- | --- | --- |
| 1    | Athletic Bilbao C  | 30  | 18 | 12 | 6 | 0  | 63 | 28 | +35  |  | Athletic Bilbao            |     | 4-3 | 5-2 | 6-0 | 2-1 | 5-2 | 2-2 | 4-0 | 3-0 | 6-1 |
| 2    | FC Barcelone T     | 23  | 18 | 11 | 1 | 6  | 46 | 36 | +10  |  | FC Barcelone               | 1-1 |     | 3-1 | 5-4 | 1-4 | 4-2 | 3-0 | 5-0 | 2-1 | 4-2 |
| 3    | Arenas de Getxo    | 20  | 18 | 9  | 2 | 7  | 51 | 40 | +11  |  | Arenas de Getxo            | 3-3 | 1-3 |     | 2-0 | 5-1 | 7-2 | 3-1 | 5-1 | 2-3 | 2-1 |
| 4    | Espanyol Barcelone | 20  | 18 | 9  | 2 | 7  | 40 | 33 | +7   |  | Espanyol Barcelone         | 2-2 | 4-0 | 1-0 |     | 8-1 | 3-1 | 3-1 | 3-0 | 2-1 | 1-0 |
| 5    | Real Madrid        | 17  | 18 | 7  | 3 | 8  | 45 | 42 | +3   |  | Real Madrid                | 2-3 | 5-1 | 5-2 | 2-4 |     | 2-2 | 1-1 | 6-0 | 6-1 | 4-1 |
| 6    | Real Unión de Irun | 17  | 18 | 6  | 5 | 7  | 48 | 52 | -4   |  | Real Unión de Irun         | 1-1 | 1-3 | 3-2 | 3-3 | 2-2 |     | 3-2 | 6-3 | 3-4 | 8-2 |
| 7    | Real Sociedad      | 14  | 18 | 5  | 4 | 9  | 34 | 37 | -3   |  | Real Sociedad              | 1-7 | 1-2 | 4-4 | 1-0 | 4-0 | 2-3 |     | 7-0 | 2-0 | 2-0 |
| 8    | Racing Santander   | 14  | 18 | 7  | 0 | 11 | 32 | 58 | -26  |  | Racing Santander           | 2-3 | 2-1 | 2-5 | 4-1 | 2-0 | 4-2 | 2-0 |     | 6-0 | 3-2 |
| 9    | CE Europa          | 13  | 18 | 6  | 1 | 11 | 29 | 44 | -15  |  | CE Europa                  | 2-2 | 0-3 | 1-2 | 2-1 | 1-2 | 0-1 | 3-2 | 5-0 |     | 2-0 |
| 10   | Athletic Madrid    | 12  | 18 | 5  | 2 | 11 | 32 | 50 | -18  |  | Athletic Madrid            | 3-4 | 3-2 | 1-3 | 2-0 | 2-1 | 3-3 | 1-1 | 3-1 | 5-3 |     |

- Champion
- Relégation en Segunda División

L'Athletic Bilbao s'impose avec sept points d'avance sur le tenant du titre le FC Barcelone. Dirigée par l'Anglais Fred Pentland, cette équipe est composée en majorité par de jeunes joueurs. Le gardien titulaire est Gregorio Blasco, âgé de 20 ans, il dispute 15 rencontres, son remplaçant José Luis Izpizua, 21 ans, dispute quatre rencontres dont trois comme titulaire.
La défense titulaire est composée de José Muguerza, 18 ans, 17 rencontres disputées qui devient en juin 1930, international espagnol, d'Alfonso González de Careaga, 23 ans, 15 rencontres jouées et de José Maria Castellanos, 20 ans qui joue 13 rencontres. Les remplaçants en défense sont Juan José Urquizu, 28 ans, cinq rencontres disputées, Ángel María Rousse, 27 ans, trois matchs, et Juan Bilbao Mintegi dit "Juanín", 29 ans, une rencontre jouée.
Le milieu de terrain est composé de Juan Garizurieta et de l'international espagnol Roberto Echevarría. Les deux inters sont âgés de 21 ans et disputent chacun 17 rencontres pour un but marqué. Leur remplaçant est Manuel Castaños, 23 ans, qui dispute deux matchs.
L'attaque titulaire est composée de Guillermo Gorostiza, 20 ans, auteur de vingt buts en dix-huit matchs, de Víctor Unamuno Ibarzabal, 20 ans, 15 buts en 18 rencontres, d'Ignacio Aguirrezabala dit Chirri II, 20 ans, auteur de sept buts en 17 matchs, de Ramón de la Fuente Leal, 22 ans, trois buts en dix-sept matchs et de José Iraragorri, 17 ans, 13 buts en 13 matchs. Le remplaçant est Agustín Sauto Arana dit Bata, 21 ans, auteur d'un but en sept rencontres.

### Évolution du classement
| Journée →          | 1  | 2  | 3  | 4  | 5  | 6  | 7  | 8  | 9  | 10 | 11 | 12 | 13 | 14 | 15 | 16 | 17 | 18 | Journées en tête | Journées relégable |
| Équipe             |    |    |    |    |    |    |    |    |    |    |    |    |    |    |    |    |    |    |                  |                    |
| ------------------ | -- | -- | -- | -- | -- | -- | -- | -- | -- | -- | -- | -- | -- | -- | -- | -- | -- | -- | ---------------- | ------------------ |
| Athletic Bilbao    | 5  | 3  | 4  | 5  | 2  | 2  | 2  | 2  | 1  | 1  | 1  | 1  | 1  | 1  | 1  | 1  | 1  | 1  | 10               |                    |
| FC Barcelone       | 2  | 1  | 1  | 1  | 1  | 1  | 1  | 1  | 2  | 2  | 2  | 2  | 2  | 2  | 2  | 2  | 2  | 2  | 7                |                    |
| Arenas de Getxo    | 6  | 10 | 7  | 8  | 9  | 8  | 6  | 8  | 6  | 4  | 5  | 3  | 3  | 3  | 3  | 4  | 3  | 3  |                  | 1                  |
| Espanyol Barcelone | 9  | 6  | 6  | 6  | 3  | 5  | 8  | 4  | 7  | 5  | 6  | 5  | 6  | 4  | 4  | 3  | 4  | 4  |                  |                    |
| Real Madrid        | 7  | 8  | 9  | 10 | 10 | 10 | 9  | 6  | 5  | 7  | 4  | 4  | 5  | 6  | 6  | 5  | 6  | 5  |                  | 3                  |
| Real Unión de Irun | 4  | 2  | 3  | 4  | 6  | 7  | 4  | 3  | 3  | 3  | 3  | 6  | 4  | 5  | 5  | 6  | 5  | 6  |                  |                    |
| Real Sociedad      | 10 | 4  | 5  | 2  | 4  | 4  | 3  | 5  | 4  | 6  | 7  | 7  | 7  | 7  | 7  | 7  | 7  | 7  |                  | 1                  |
| Racing Santander   | 1  | 7  | 8  | 9  | 8  | 9  | 10 | 10 | 10 | 10 | 10 | 10 | 8  | 9  | 9  | 8  | 8  | 8  | 1                | 6                  |
| CE Europa          | 8  | 9  | 10 | 7  | 7  | 3  | 5  | 7  | 8  | 8  | 8  | 8  | 9  | 10 | 10 | 10 | 10 | 9  |                  | 5                  |
| Athletic Madrid    | 3  | 5  | 2  | 3  | 5  | 6  | 7  | 9  | 9  | 9  | 9  | 9  | 10 | 8  | 8  | 9  | 9  | 10 |                  | 2                  |

## Récompenses
L'attaquant espagnol Guillermo Gorostiza, joueur de l'Athletic Bilbao termine meilleur buteur du championnat avec 20 réalisations en 18 matchs. Il devance Gaspar Rubio (es), du Real Madrid auteur de 17 buts et Santiago Urtizberea, du Real Unión de Irun, auteur de 16 buts.
Gregorio Blasco, gardien de l'Athletic Bilbao, remporte le titre de meilleur gardien en encaissant 20 buts en 15 matchs.

## Bilan de la saison
| Championnat d'Espagne de football 1929-1930 |                             |
| Champion                                    | Athletic Bilbao (1er titre) |
| Dauphin                                     | FC Barcelone                |
| Coupes et trophées                          |                             |
| Vainqueur de la Coupe d'Espagne 1929-1930   | Athletic Bilbao             |
| Promotions et relégations                   |                             |
| Promus en Primera División                  | Deportivo Alavés            |
| Relégués en Segunda División                | Athletic Madrid             |